# Opération Pluies d'été
Pour les articles homonymes, voir Siège ou bataille de Gaza.
Conflit israélo-arabe
Batailles
- Émeutes de Jérusalem (1920)
- Émeutes de Jaffa (1921)
- Massacre d'Hébron (1929)
- Grande Révolte arabe (1936-1939)
- Guerre civile (1947-1948)

- Guerre israélo-arabe de 1948
- Guerre israélo-arabe (1948-1949)
- Guerre des Six Jours (1967)
- Opération Colère de Dieu (1972-1992)

- Crise du canal de Suez (1956-1957)
- Guerre d'usure (1967-1970)
- Guerre du Kippour (1973)
- Attaque contre un poste-frontière (2012)

- Première guerre du Liban (1975-1990)
- Opération Litani (1978)
- Intervention israélienne au Liban (1982)
- Opération Raisins de la Colère (1996)
- Deuxième guerre du Liban (2006)

- Première intifada (1987-1993)
- Seconde intifada (2000-2005)
- Opération Arc-en-ciel (2004)
- Opération Jours de pénitence (2004)
- Opération Pluies d'été (2006)
- Blocus de la bande de Gaza (2007)
- Guerre de Gaza (2008-2009)
- Abordage de la flottille pour Gaza (2010)
- Confrontation israélo-palestinienne (2011)
- Guerre de Gaza (2012)
- Guerre de Gaza (2014)
- Regain de violence (2015-2017)
- Marche du retour (2018-2019)
- Crise israélo-palestinienne (2021)
- Guerre à Gaza (2023)

- Massacre de Munich (1972)
- Massacre de Sabra et Chatila (1982)

L’opération Pluies d’été (en hébreu : מבצע גשמי קיץ (Mivtza Gishmey Kayitz)) est le nom de code d’une opération militaire lancée par Israël dans la bande de Gaza à partir du 28 juin 2006. C’est la première incursion terrestre de l’armée israélienne sur ce territoire administré par l’Autorité palestinienne depuis le plan de désengagement israélien terminé en septembre 2005.
Cette guerre asymétrique a mobilisé des milliers de soldats dans le but officiel de libérer Gilad Shalit, un soldat israélien capturé par un commando palestinien le 25 juin 2006, au lendemain de l’incident de détention de la famille Muamar. Mettre un terme aux attaques de roquettes artisanales Qassam sur les villes israéliennes à partir de Gaza et déstabiliser le gouvernement palestinien issu du Hamas sont des objectifs secondaires revendiqués par le gouvernement israélien, mais les officiels israéliens ont exprimé qu’ils ne comptaient pas réoccuper la bande de Gaza et que l’armée se retirerait au terme de l’opération. L'offensive sur Gaza était en réalité prévue par le gouvernement israélien depuis la victoire du Hamas (Mouvement de résistance islamique) aux élections législatives de janvier 2006.
Les premiers jours de l’opération ont été marqués par la destruction de la principale centrale électrique de la Bande de Gaza, trois ponts puis de l’arrestation de plusieurs parlementaires palestiniens, de ministres de l’Autorité palestinienne,,. L'armée israélienne a également effectué de nombreuses incursions terrestres dans la bande de Gaza pour cibler les groupes militants et leurs infrastructures, notamment des tunnels de contrebande.
Les bouclages, incursions, arrestations, frappes aériennes ont fait près de 300 morts (pour la plupart des civils dont 46 enfants) et plus de 800 blessés (dont 230 enfants). Des centaines de détenus se sont ajoutés aux quelque 10 000 Palestiniens déjà emprisonnés en Israël. Des dizaines de logements, bâtiments publics, routes, ponts et tunnels de contrebande ont été détruits.

## Contexte

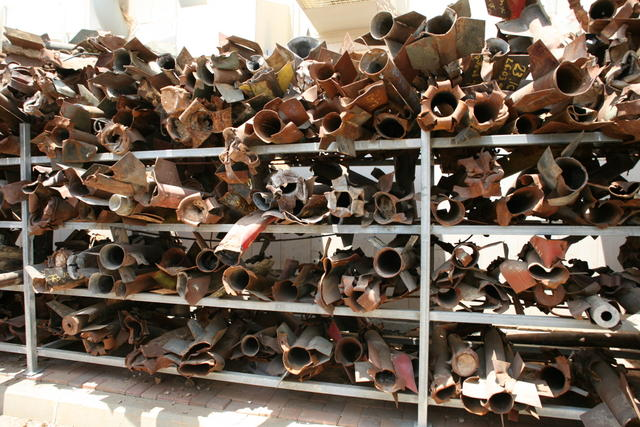
Collection de roquettes Qassam envoyées sur la ville israélienne de Sdérot à partir de la bande de Gaza

Depuis le désengagement unilatéral d'Israël de la bande de Gaza, après 38 ans d'occupation, et les élections législatives palestiniennes de 2006, remportées par le Hamas, la tension a été maintenue par :
- La colonisation israélienne de la Cisjordanie.
- Les lancements de plus de 800 roquettes artisanales Qassam en 7 mois contre les villes frontalières israéliennes.
- Des décès de Palestiniens au cours d'incidents à la frontière ou de civils à la suite d'attaques aériennes de Tsahal sur Gaza.
- Le blocage systématique de la sortie ou de l'entrée de Palestiniens de la bande de Gaza par l'armée israélienne, partiellement à l'aide du mur.
- Environ 10 000 palestiniens sont retenus prisonniers en Israël.

Une famille est décimée par un missile israélien, le 20 mai 2006, en marge d'une opération d'"assassinat ciblé" de membres du Hamas. Une grand-mère, sa fille et une de ses petites-filles sont tuées. Une autre fillette et son oncle se trouvent dans un état critique. 

### Massacre de la plage de Gaza
La tension est montée d'un cran après le bombardement par un navire de l'armée israélienne d'une plage de Gaza le vendredi 9 juin, jour de congé hebdomadaire pour les Palestiniens.
Cinq enfants et leurs parents sont tués (le bilan sera ensuite porté à huit morts). Des dizaines d'autres personnes ont été blessées, parfois grièvement.
Le Hamas a officiellement déclaré la fin du cessez-le-feu qu'il observait assez relativement depuis 16 mois et a soutenu désormais ouvertement les attaques par roquettes depuis le massacre de la plage de Gaza.
Le 13 juin, un père et deux de ses fils sont tués dans une nouvelle attaque de missiles israélienne.

#### Version des faits pour Israël
Concernant le bombardement d'une plage ayant tué huit civils, dont un couple et ses enfants, les autorités israéliennes, promettent de faire « toute la lumière » sur ce drame, « ont suspendu les tirs d'artillerie contre les sites soupçonnés de servir aux tirs de roquettes », puis se sont rétractées à la suite des résultats de l'enquête de l'armée israélienne qui avance qu'elle « possèd(e) la preuve que son artillerie n'était pas responsable de la bavure »,,. De sources israéliennes, les médecins de l'hôpital israélien ayant accueilli les victimes auraient ainsi retrouvé des éclats d'obus n'appartenant pas aux engins utilisés par les Israéliens et auraient orienté les enquêteurs vers la piste d'explosifs enterrés par les activistes palestiniens. En protestation contre le massacre, des militants pacifistes israéliens ont manifesté samedi 10 juin devant le domicile du chef d'état-major de Tsahal.
L'organisation américaine de défense des droits de l'homme Human Rights Watch, qui a pu enquêter sur place, a démenti la version officielle israélienne et confirmé qu'un tir d'obus israélien était la cause la plus probable du massacre.

### Enlèvements et demandes d'échanges
Le 24 juin, un commando des forces israéliennes dans le sud de la bande de Gaza enlève deux personnes, Osama et Mustafa Abu Muamar, fils de Ali Muamar, membre du parti Hamas. Tsahal a précisé que cette capture était celle de deux militants du Hamas préparant des attaques imminentes en Israël. Le Hamas a nié le fait que ces personnes appartenaient au mouvement,.

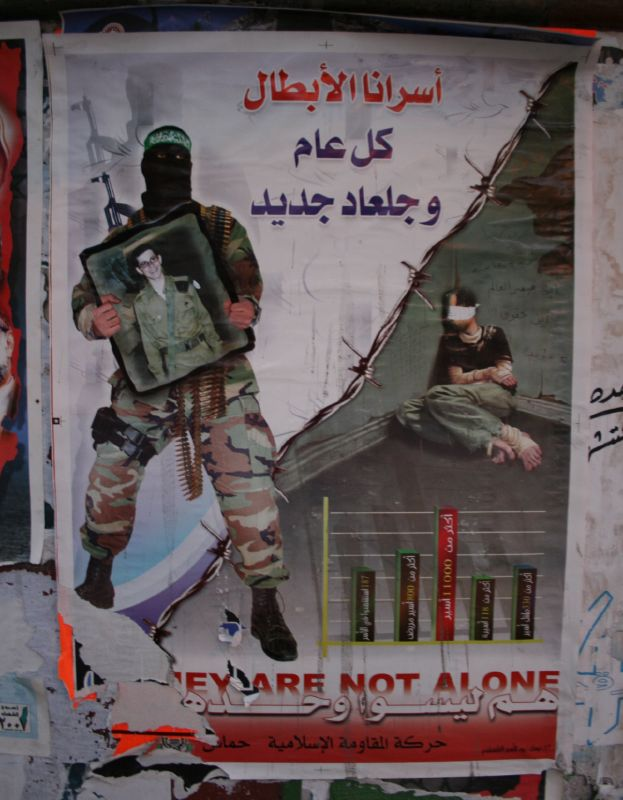
L'otage Gilad Shalit sur une affiche du Hamas. Inscriptions : « Nos héros prisonniers, puissions-nous avoir un nouveau Gilad chaque année... Ils (les prisonniers palestiniens) ne sont pas seuls », 2007

En réponse, les Comités de résistance populaire et la branche armée du Hamas attaquent un poste militaire de Tsahal à proximité de Kerem Shalom en territoire israélien, en passant par des tunnels souterrains. Le bilan de l'attaque est de 2 morts et 4 blessés parmi les soldats israéliens tandis que 3 des activistes palestiniens étaient tués. Un caporal israélien, Gilad Shalit, a été capturé pendant cette attaque. Cette attaque aurait été planifiée depuis longue date : l'armée israélienne a évalué qu'il avait fallu entre 3 et 6 mois pour creuser le tunnel,. En réalité de nombreux tunnels existent entre Israël et les territoires sous autorité palestinienne pour contourner le blocus et le mur.
Les combattants palestiniens ont réclamé la libération de toutes les femmes et des mineurs emprisonnés par Israël. Le Premier ministre Ehud Olmert a clairement exprimé son refus de « négocier avec des terroristes » pour obtenir la libération du soldat.
Par la suite, vers le 1er juillet, les combattants palestiniens ont aussi exigé la libération de 1 000 prisonniers de toutes les factions.
Le 30 juin, le président égyptien Hosni Moubarak précisa dans un entretien que le gouvernement israélien avait refusé les conditions proposées par le Hamas pour la libération de Shalit (soit 1 000 prisonniers masculins, toutes les femmes et les mineurs emprisonnés). Le ministère des Affaires étrangères israélien a réagi en expliquant qu'il n'avait reçu aucune proposition de ce genre.
Concernant les efforts égyptiens pour intercéder auprès de la direction palestinienne, Mahmoud Abbas a exprimé leurs difficultés à trouver les bons interlocuteurs à qui s'adresser au Hamas et l'absence de décideurs uniques.

#### Ultimatum
Le 3 juillet, les combattants palestiniennes annoncent que si Israël n'obtempère pas avant 6 heures du matin le lendemain, les négociations cesseront. Les officiels israéliens rejettent rapidement l'ultimatum, refusant de négocier avec les Palestiniens. Le premier ministre israélien Ehud Olmert annonce que son armée va poursuivre ses attaques contre Gaza. Le gouvernement suisse a accusé Israël de violer le droit humanitaire en infligeant des « punitions collectives » aux Palestiniens.
Le 4 juillet, au terme de l'ultimatum, un porte-parole israélien a confirmé que le soldat prisonnier était vivant mais blessé et qu'il avait été examiné par un médecin palestinien. Une faction palestinienne a déclaré que « toutes les options » étaient ouvertes, hormis tuer le soldat .

## Opérations

### Bombardements
Dès les premières heures du déclenchement de l'opération, l'aviation israélienne détruit 3 ponts dans la Bande de Gaza, officiellement dans le but d'empêcher le déplacement des activistes palestiniens, et une centrale électrique dans le sud (privant le territoire de 70 % de sa production d'électricité et d'eau potable).
Selon de nombreux témoignages de familles, l'armée israélienne téléphone dans des foyers pour leur demander d'évacuer et préserver leur vie, leur disant que leur maison va être bombardée dans le quart d'heure, terrorisant ainsi la population civile.
Le 1er juillet, une attaque de l'aviation israélienne frappe les bureaux inoccupés du Premier Ministre palestinien Ismaïl Haniyeh, issu des rangs du Hamas. 
Le 2 juillet, les Forces de défense israéliennes frappent également des bureaux du Fatah au centre-ville de Gaza et des sites dans le nord de Gaza. Elles lancent une attaque aérienne contre une installation de Beit Hanoun utilisée par les Brigades des martyrs d'Al Aqsa pour produire et stocker des armes ; une autre contre un centre d'opérations des Brigades des martyrs d'Al Aqsa dans la ville de Gaza. Toute la nuit, les forces de Tsahal opèrent dans le nord de la bande de Gaza pour localiser des tunnels et des explosifs.
Le 4 juillet, l'Université Islamique de Gaza est prise pour cible à son tour. Les FDI attaquent également 22 sites, 26 routes d'accès, des membres de la Brigade des martyrs d'Al-Aqsa et six membres du Hamas. 
Le 5 juillet, les forces israéliennes frappent une institution du Hamas fondée par Ahmad Yassin en 1998, aidant notamment les familles des Palestiniens tués et de ceux emprisonnés en Israël.
Le 7 juillet, « les forces de défense israéliennes identifient plusieurs Palestiniens qui installent des engins explosifs dans la ville de Jénine afin de les faire exploser contre des forces opérant dans la région. La force a tiré sur la cellule, tuant l'un des hommes et blessant un autre. Un engin explosif de 24 kg et un engin explosif supplémentaire de 12 kg, câblés pour une détonation à distance avec un téléphone portable, sont découverts lors de fouilles ultérieures menées par les forces de Tsahal et les sapeurs de la police des frontières ». Dans le camp de réfugiés de Jénine, les FDI découvrent une voiture piégée équipée d'explosifs et deux engins explosifs qu'ils font exploser de manière contrôlée.
Le 9 juillet, les militants du Hamas lancent une roquette Qassam améliorée, qui vole 11 kilomètres pour atterrir dans une cour d'école de la ville d'Ashkelon, sans faire de blessés.
Le 10 juillet, une attaque de drones israélienne sur un véhicule tue deux membres du Jihad islamique palestinien, tandis qu'une autre frappe aérienne tue une personne près du carrefour de Karni. 
Le 11 juillet, les Forces israéliennes déclarent avoir attaqué un camp d'entraînement des Brigades des Martyrs d'Al Aqsa alors qu'elles se préparaient à tirer des roquettes mais si les roquettes et les lanceurs ont été détruits, les activistes palestiniens se sont échappés.
Le 12 juillet, les bureaux du ministère palestinien des Affaires Étrangères sont gravement endommagés.
Six enfants sont tués par des tirs de missiles israéliens dans la région de Dir el-Balah le 12 juillet. 
Le 13 juillet, l'aile militaire du Hamas affirme avoir lancé 10 roquettes Qassam sur Israël depuis Gaza, sans faire de blessés, selon Israël.
Le 16 juillet, une structure supposée être utilisée par le Hamas, à Jebalya, au nord de la bande de Gaza, est attaquée par un avion de l'armée israélienne. En outre, l'armée de l'air israélienne attaque des infrastructures de tunnel dans le sud de la bande de Gaza, qui auraient permis de mener des raids et des attaques par des factions militantes du Hamas. Les FDI mènent également des tirs d'artillerie contre les zones de lancement de roquettes Qassam dans le nord de la bande de Gaza.
Le 20 juillet, les Forces de défense israéliennes larguent des tracts dans la ville de Gaza pour avertir la population palestinienne de la bande de Gaza des opérations qu'elles vont effectuer dans leur région et leur conseiller de rester à l'écart des bâtiments stockant des armes, ces lieux étant la cible privilégiée des Forces de défense israéliennes.
Le 21 juillet, un char israélien tue un père de famille, Sabah Harareh, ses deux fils et son frère dans le quartier Shaja'iyah de Gaza.
Le 24 juillet, l'armée de l'air israélienne attaque un entrepôt censé stocker, entre autres armes, les roquettes Grad qui avaient été lancées contre Israël à différents moments de l'année. Lors de cette attaque, un certain nombre de militants du Hamas actifs dans l'entrepôt sont blessés. Le même jour, une grand-mère et son petit-fils sont tués dans un tir de missile israélien à Beit Lahiya. Trois civils, dont un enfant, sont aussi tués dans une attaque israélienne sur Izbat Beit Hanun.
Le 26 juillet, vingt-quatre Palestiniens, dont dix activistes et deux fillettes de sept mois et trois ans, ont été tués ce jour. Au moins 50 personnes, dont un cadreur de la télévision palestinienne, ont par ailleurs été blessées. Six d'entre elles sont dans un état critique, selon des médecins. Cela porte le total depuis le début à au moins 135.

### Incursions terrestres
Le 14 juillet, des militants palestiniens utilisent des grenades propulsées par des roquettes pour percer un trou dans la porte de séparation à la frontière entre Gaza et l'Égypte. L’attaque permet à environ 500 personnes de se rendre à Gaza.
Le 15 juillet, les forces de défense israéliennes entrent dans la ville de Beit Hanoun, à Gaza. Cette action est menée après que les FDI ont procédé à des perquisitions et à des saisies militaires au début du mois. Israël a également lancé des attaques contre le bâtiment du ministère de l'Économie nationale palestinien à Gaza, sans faire de blessés.
Le 19 juillet, les forces d'infanterie, d'ingénierie et de blindés israéliens entrent dans le centre de la bande de Gaza dans le cadre de l'opération visant à contrecarrer les tirs de roquettes Qassam et à endommager l'infrastructure du Hamas. Au cours de cette opération, cinq soldats israéliens sont blessés par une grenade. Cette entrée permet aux Forces de défense d'Israël d'occuper le centre de la bande de Gaza, coupant ainsi en deux, le territoire sous contrôle palestinien.

### Arrestations d'officiels palestiniens et de civils
Le 29 juin, lors d'une incursion de Forces de défense d'Israël en Cisjordanie, 64 officiels palestiniens, tous membres du Hamas, sont capturés, dont 8 ministres (sur les 23) et une vingtaine de députés (sur les 74). Ils seront déférés le lendemain devant la justice israélienne, inculpés de complicité d'actes terroristes et incarcérés. Les autorités israéliens ont implicitement indiqué que les responsables palestiniens captifs pourraient servir de monnaie d'échange pour la libération du soldat capturé.
Le 18 juillet, les forces de défense israéliennes arrêtent à Bnei Naim, au sud-est d'Hébron, deux membres du Tanzim.
Le 6 août, L'armée israélienne arrête le député palestinien du Hamas, Fadel Hamdane qui sera lui aussi déféré devant les tribunaux israéliens, ce qui au total fait 64 responsables politiques du Hamas, dont huit ministres et 26 députés.
Le 19 août, à 4h30 du matin, l'armée israélienne enlève le vice-premier ministre palestinien Nasser Chaer à son domicile.
600 palestiniens ont été arrêtés depuis la capture du soldat israélien Gilad Shali, ce qui porte à 10 073 le nombre de détenus palestiniens dans 30 prisons, centres de détention et centres d'interrogatoire israéliens.
Durant le mois passé, les troupes israéliennes ont fait au moins 142 incursions en Cisjordanie et elles ont aussi capturé 20 palestiniens de la Bande de Gaza. Deux enfants identifiés comme Abdul-Karim Jom'a Al Soufy, 17 ans, et ad Mohammad Al Soufy, 15 ans, sont parmi les vingt habitants qui furent faits prisonniers par l'armée.
Un total de 62 enfants ont été faits prisonniers par Israël dans la bande de Gaza, en Cisjordanie et dans Jérusalem est durant le mois passé. Deux de ces enfants identifiés comme Amir Abu Sbeitan et Mahmoud Taqaqta, ont seulement 12 ans.
Dans la cité d'Hébron en Cisjordanie, des soldats ont enlevé une femme identifiée comme Amal Mahmoud Abu Hashhash, du camp de réfugiés Al Fawwar, ainsi qu'un habitant handicapé mental identifié comme Mohammad Sobhy Kamel.

## Positions israéliennes

### Position de B'Tselem
B'Tselem est le Centre Israélien pour les Droits de l'Homme dans les Territoires Occupés. Il documente la situation des droits de l'homme dans ces territoires et effectue régulièrement des communiqués de presse ainsi que des injonctions aux autorités.
Un de ces derniers communiqués demande que le procureur général ordonne immédiatement une enquête de la police militaire et poursuive les soldats israéliens, responsables d'avoir utilisé des civils palestiniens comme boucliers humains à Beit Hanun lors d'une incursion de l'armée israélienne le 17 juillet 2006. 
Après avoir pris le contrôle des bâtiments, les soldats maintinrent six habitants, dont deux mineurs, sur les superstructures de deux bâtiments, à l'entrée des chambres dans lesquelles les soldats avaient eux-mêmes pris position, certains pendant douze heures. Il y avait une échange de feu intense pendant ce temps entre les soldats et des palestiniens armés,.
B'Tselem déclare également que près de la moitié (78) des Palestiniens tués (163) par l'IDF pendant le mois de juillet étaient des civils qui ne prenaient pas part aux hostilités. 36 de ces morts étaient des mineurs et 20 des femmes. 15 palestiniens ont été tués en Cisjordanie par les forces israéliennes en juillet. Le nombre de palestiniens tués en juillet est le plus élevé depuis avril 2002. B'Tselem a identifié 4 cas dans lesquels l'IDF peut avoir commis de graves enfreintes aux lois de la guerre. Le centre demande que le procureur général ordonne une investigation de la police militaire et si ses soupçons se confirment, qu'il poursuivre les responsables.

## Positions palestiniennes

### Position du PHCR
Pour le Centre palestinien pour les droits de l'homme (PHCR), les conséquences de l'agression de l'armée d'occupation israélienne (IOF) sont autant de crimes de guerre. Il condamne fortement les meurtres de civils palestiniens par l'armée d'occupation israélienne (IOF) et la destruction de leurs propriétés. L'usage disproportionné de la force par l'IOF représente un risque additionnel pour la vie des civils, ce qui est une forme de représailles et de punition collective envers les Palestiniens, une violation de l'article 33 de la quatrième Convention de Genève. Le centre confirme que cette agression indiscriminée va infliger des dommages additionnels aux civils et aux propriétés civiles. La connaissance préalable que ces attaques vont causer des pertes civiles et la destruction de leurs propriétés est une violation de la convention et un crime de guerre selon le premier protocole additionnel à la convention. 
Le point de vue du centre est que la suffisance de la communauté internationale et des Hautes Parties contractantes de la 4e Convention de Genève ainsi que leur échec à prendre des mesures efficaces pour arrêter les crimes de guerre israéliens ont été un soutien et un élément encourageant pour Israël pour continuer à commettre des crimes de guerre supplémentaires contre les civils palestiniens. La couverture juridique fournie à Israël par les États-Unis, laquelle entrave de façon délibérée les Lois humanitaires internationales ainsi que la conspiration du silence de l'Europe, encouragent les israéliens à continuer à commettre des crimes de guerre de manière incontrôlée, en les plaçant au-dessus de la loi internationale.
Le Centre palestinien rappelle aux Hautes Parties contractantes :
- Leurs obligations sous l'article 1 de la convention de garantir le respect de la convention dans toutes les circonstances ;

- Leurs obligations dans l'article 146 de la convention de poursuivre les personnes suspectées de commettre des violations sérieuses de la convention, en notant que ces violations sont des crimes de guerre selon l'article 147, comme spécifié dans le premier protocole supplémentaire à la convention[34].

Le Centre Palestinien des Droits de l'Homme est consterné par le rôle des contrôleurs de l'Union Européenne à la frontière de Rafah, lesquels contribuent à imposer une punition collective à la population civile. Le Centre demande à ces contrôleurs de respecter les droits de la population de la bande de Gaza de voyager par la frontière de Rafah. Le Centre demande aux contrôleurs de revenir immédiatement à la frontière pour la rouvrir aux voyageurs. Cette frontière a été fermée dès le 25 juin 2006 et il en est résulté une situation humanitaire catastrophique pour des milliers de palestiniens bloqués du côté égyptien de la frontière et pour des centaines de voyageurs bloqués du côté égyptien de la frontière de Rafah. Cinq patients, 2 femmes et 3 enfants, sont morts en raison de la détérioration de leurs conditions de santé, de l'incapacité de revenir dans la Bande de Gaza et de l'incapacité de les renvoyer pour un traitement à l'étranger.
Il est noté que presque 7 000 voyageurs palestiniens sont forcés de rester en Égypte, en incluant 400 dans le terminal de sortie du côté égyptien de la frontière de Rafah. Cinq cents palestiniens sont revenus dans la Bande de Gaza dans des circonstances exceptionnelles quand une brèche fut faite dans la clôture de la frontière le 14 juillet 2006. Et presque 6 000 voyageurs sont revenus dans la Bande le 18 juillet 2006 quand Israël a permis l'ouverture temporaire de la frontière de Rafah uniquement pour les résidents de Gaza.
Le PCHR condamne la position des contrôleurs de l'UE à la frontière de Rafah. Le Centre demande à ces contrôleurs de revenir immédiatement pour accomplir leur mission à la frontière afin de faciliter la solution des problèmes humanitaires émanant de la fermeture de la frontière. Le PCHR demande aux contrôleurs de l'UE de faire pression sur Israël pour permettre l'ouverture immédiate de la frontière de Rafah. Le Centre demande aux contrôleurs de cesser de prendre part à la punition collective contre les civils palestiniens et à la transformation de la Bande de Gaza en une grande prison pour presque 1,5 million de palestiniens.

## Réactions internationales

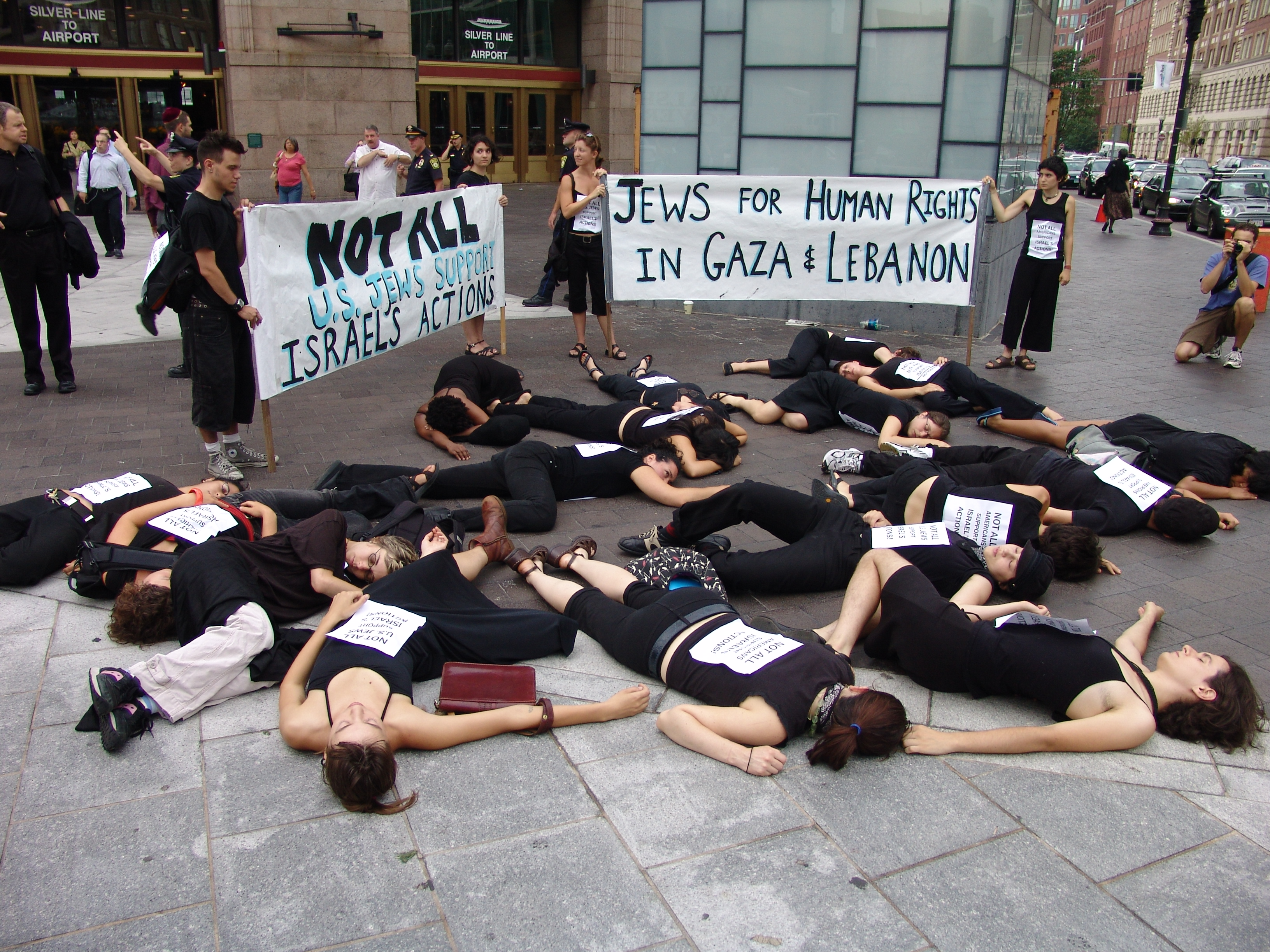
Manifestation d'étudiants juifs américains dénonçant l'opération israélienne.

L'immense majorité de la communauté internationale condamne l'opération Pluies d'été engagée par Israël : Chine, Russie, Syrie...
- Suisse - La Suisse, dépositaire des conventions de Genève, a dénoncé la destruction de la centrale électrique de Gaza, forme de « punition collective » infligée aux habitants de Gaza ce qui constitue selon elle une grave violation du droit humanitaire et international.
- ONU - Le Coordonnateur des secours d'urgence des Nations unies, le Norvégien Jan Egeland, a déclaré à Ramallah en Cisjordanie qu'Israël avait utilisé une force « disproportionnée » pour son offensive dans la bande de Gaza[36].
- Le Conseil des droits de l'homme des Nations unies a adopté une résolution condamnant les opérations militaires d'Israël dans la bande de Gaza. Dans la résolution adoptée par 29 voix contre 11, le Conseil des droits de l'homme, composé de 47 pays membres, a condamné les opérations militaires israéliennes dans la bande de Gaza et réclamé la libération des hauts responsables palestiniens arrêtés par Israël[37].
- Chili - Le gouvernement chilien a demandé à « toutes les parties concernées d'arrêter immédiatement leurs opérations militaires » par la voix de son ministre des Affaires étrangères, Alejandro Foxley Rioseco. Par ailleurs, M. Foxley a souligné la forte condamnation chilienne au sujet des représailles exercées par les forces israéliennes, qui ont coûté la vie à un grand nombre de civils et ont infligé de grands dégâts au Liban et dans la bande de Gaza. Le Chili a également condamné les attaques du Hezbollah libanais contre Israël[38].
- Etats-Unis - Les États-Unis par la voix de l'attaché de presse de la Maison blanche ont déclaré qu'« Israël a le droit de se défendre et de protéger la vie de ses citoyens », évitant de blesser des civils et de détruire inutilement les biens et les infrastructures. Le 13 juillet, ils mettent leur veto à un projet de résolution du Conseil de sécurité des Nations unies appelant à mettre fin aux attaques israéliennes et à l'« utilisation disproportionnée de la force » dans la bande de Gaza. Ce projet de résolution, patronné par le Qatar au nom des pays arabes, a reçu dix voix pour, une contre, de la part des États-Unis, et quatre abstentions, de la Grande-Bretagne, du Pérou, de la Slovaquie et du Danemark[39].

## Victimes

### Côté palestinien
Selon B'Tselem, 416 Palestiniens ont été tués depuis le 28 juin 2006 (1 le 30 juin, 164 en juillet, 60 en août, 26 en septembre, 48 en octobre et 117 en novembre). Selon un décompte de l'Associated Press en juillet, les victimes palestiniennes étaient en majorité des combattants.  B'Tselem précise qu'en juillet que près de la moitié étaient des civils, parmi lesquels 36 enfants et 20 femmes.  
Les Brigades Izz ad-Din al-Qassam, la branche armée du Hamas, ont confirmé que 124 de leurs combattants avaient été tués au 25 novembre 2006[réf. nécessaire].  
Le gouvernement israélien a déclaré que les civils tués avaient principalement été touchés lors de tirs croisés ou lors d'un tir ciblé - certains raids israéliens visant des militants ont entraîné la mort de passants. Les ambulanciers palestiniens ont déclaré que les troupes israéliennes leur tiraient parfois dessus, empêchant les ambulances de faire leur travail. 

### Côté israélien
Cinq soldats israéliens ont été tués au cours du conflit, dont deux lors de la première attaque frontalière palestinienne et un lors d'un incident de tir ami. Six civils israéliens ont été tués et près de 40 ont été blessés[réf. nécessaire]. 

## Après l'opération Pluies d'été
Après le cessez-le-feu de novembre 2006, les combattants palestiniens reprennent le bombardement de villes israéliennes par l'envoi de dizaines de roquettes Qassam et de missiles, faisant des blessés,. L'armée israélienne poursuit ses raids en Cisjordanie occupée et bombarde Gaza, tuant des Palestiniens.
Le soldat Gilad Shalit sera libéré cinq ans plus tard, le 11 octobre 2011, en échange de plus d'un millier de prisonniers  palestiniens.